# Juan Manuel Polar
Juan Manuel Polar (ur. 24 września 1983 roku w Limie) – peruwiański kierowca wyścigowy.

## Kariera
Polar rozpoczął karierę w międzynarodowych wyścigach samochodowych w 2001 roku od startów w Formula Dodge National Championship, gdzie odniósł jedno zwycięstwo. Z dorobkiem 99 punktów został sklasyfikowany na siódmej pozycji w końcowej klasyfikacji kierowców. W późniejszym okresie Peruwiańczyk pojawiał się także w stawce Barber Dodge Pro Series, Brytyjskiej Formuły Renault, edycji zimowej Brytyjskiej Formuły Renault, Europejskiego Pucharu Formuły Renault 2.0, Hiszpańskiej Formuły 3, Indy Lights, Turismo Competición 2000, 6 Hours of Peru oraz Turismo Competición 2000.